# Muhammad Wilkerson
Pour les articles homonymes, voir Wilkerson.
(en) Statistiques sur pro-football-reference
Muhammad Wilkerson, né le 22 octobre 1989 à Linden dans le New Jersey, est un joueur américain de football américain évoluant au poste de defensive end.

## Biographie

### Carrière universitaire
Étudiant à l'université Temple, il joue pour les Owls de Temple de 2008 à 2010.

### Carrière professionnelle
Il est sélectionné à la 30e place par les Jets de New York lors de la Draft 2011.
Wilkerson est sélectionné au Pro Bowl en 2015.